# فایلیا
فایلیا (به لاتین: Fyllia) یک روستا در قبرس است که در ناحیه نیکوزیا واقع شده‌است.

## خصوصیات
فایلیا ۵۷۳ نفر جمعیت دارد.